# Rio Vilcanota
O rio Vilcanota é um curso de água do Peru que dá origem ao rio Amazonas. Recebe o nome Vilcanota enquanto se encontra no Peru, ao entrar no Brasil recebe o nome de Solimões.
É considerado um rio sagrado pois deu origem e banha o Vale Sagrado dos Incas, podendo ser acessado a partir de Cusco. No passado era chamado Willkañuta ("casa do Sol") ou Willcamayu ("rio Sagrado"). Às suas margens estende-se o Vale Sagrado dos incas, um dos vales de maior riqueza paisagística e cultural do Peru.
O rio Vilcanota, depois recebe os nomes de Ucaiali, Urubamba e Marañon. Ao adentrar o território brasileiro passa a se chamar Solimões, e perto de Manaus, ao encontrar-se com o rio Negro, passa a denominar-se Amazonas.
Alguns afluentes dentre os cerca de sete mil: Madeira, Xingu, Tapajós, Negro, Paru, Trombetas, Javari, Japurá, Jari, etc.
Desagua no oceano Atlântico, junto à ilha de Marajó.